# Selbstkonfigurierendes System
Bei Selbstkonfigurierenden Systemen handelt es sich um digitale Elektronik, die sich bei Bedarf oder aufgrund eines Programms in ihrer logischen Funktionsweise (Schaltung) verändert.
In der technischen Informatik stellt dieser Begriff die zentrale Eigenschaft für zukünftige Architekturen dar. Dieses Organic Computing basiert auf rekonfigurierbarer Hardware mit folgenden Charakteristiken:
- selbstkonfigurierend
- selbstheilend
- selbstoptimierend
- selbstschützend

Siehe auch: FPGA, JHDL, Prozessorarchitektur